# Eucalyptus leptophylla
Espèce
Eucalyptus leptophylla, en anglais March mallee, slender-leaved red mallee ou narrow-leaved red mallee,, est une espèce de plantes à fleurs de la famille des Myrtaceae. C'est un arbuste ou un petit arbre, de type mallee, endémique de l'intérieur de l'Australie. Il a une écorce lisse grisâtre, des feuilles adultes linéaires à étroites lancéolées, oblongues ou courbes, des boutons floraux par groupes de sept à treize, des fleurs blanc crème et des fruits en forme de coupe, en forme de tonneau ou hémisphériques.

## Description
Eucalyptus leptophylla est un mallee  généralement haut de 2 à 6 m. Il forme un lignotuber. Son écorce est lisse, grise, crème ou cuivrée ; elle s'épluche en courts rubans ou en longues bandes, parfois persistantes sur le bas du tronc. Les jeunes plants et la repousse des taillis ont des feuilles sessiles, oblongues à lancéolées, pour la plupart disposées en paires opposées, et longues de 15 à 60 mm pour 5 à 25 mm de large. Les feuilles adultes sont alternes, du même vert brillant des deux côtés, linéaires à lancéolées, oblongues ou courbes, longues de 30 à 90 mm et larges de 3 à 13 mm sur un pétiole de 4 à 13 mm. 

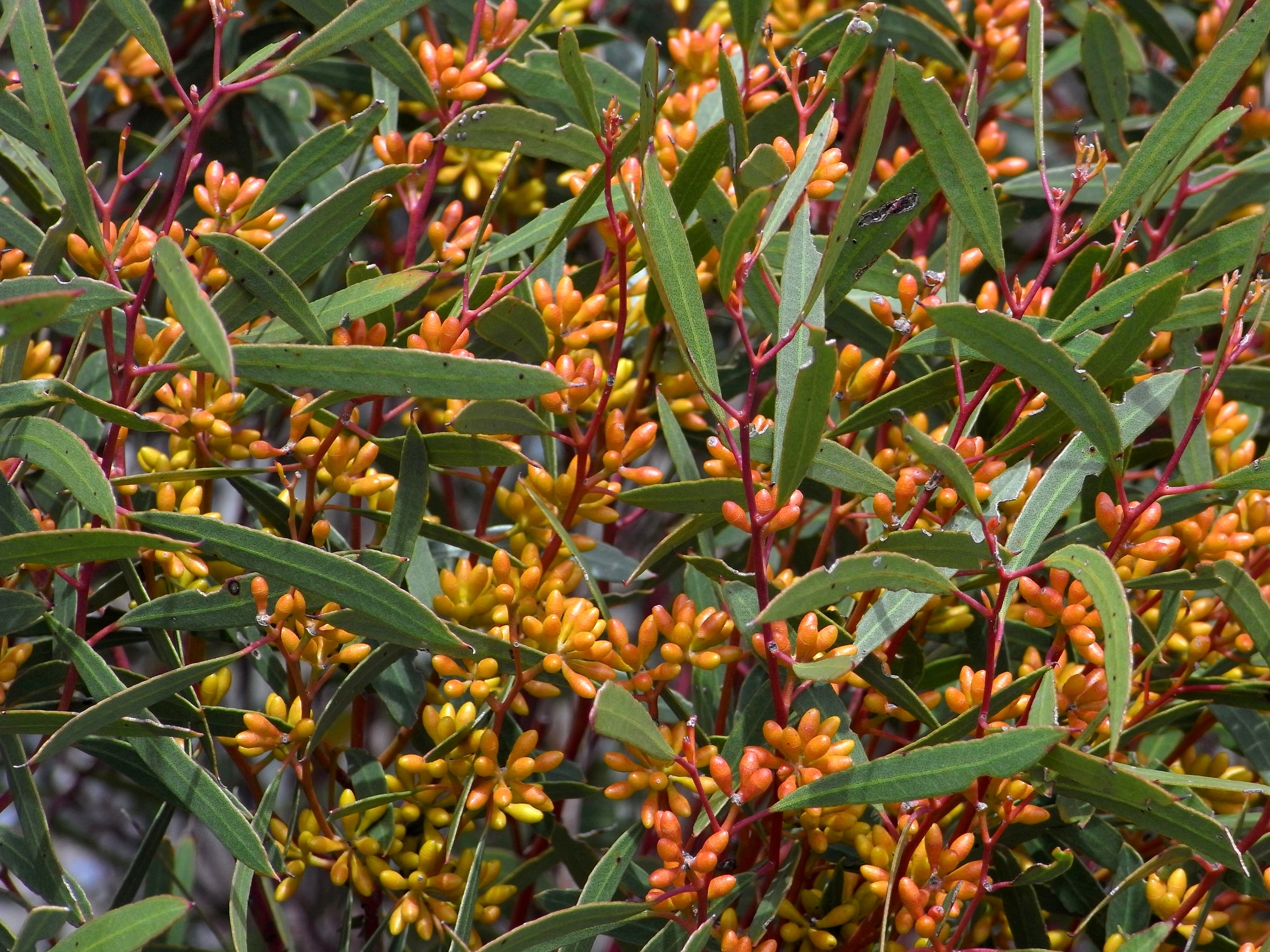
Boutons floraux et feuillage.

Les fleurs sont portées à l'aisselle des feuilles par groupes de sept à treize sur un pédoncule cylindrique non ramifié de 3 à 10 mm de long ; les boutons individuels sont sur des pédicelles pouvant faire jusqu'à 4 mm de long. Les boutons matures sont ovales à fusiformes, longs de 4 à 7 mm et larges d'environ 3 mm, avec un opercule conique de 2 à 4 mm de long. La floraison a lieu principalement entre novembre et mars. Le fruit est une capsule ligneuse en forme de coupe, en forme de tonneau ou hémisphérique de 3 à 6 mm,,,.

## Taxonomie
Eucalyptus leptophylla a été formellement décrit pour la première fois en 1856 par le botaniste Friedrich Anton Wilhelm Miquel à partir d'une description non publiée par Ferdinand von Mueller d'un spécimen récolté par Hans Hermann Behr. Cette description a été publiée dans un article intitulé « Stirpes Novo-Hollandas a Ferd Mullero collectas determinavit » dans la revue Nederlandsch kruidkundig archief,.
L'épithète spécifique leptophylla est dérivée des mots grecs leptos (λεπτός), signifiant « mince » et phyllon (φύλλον), signifiant « feuille ».
Le nom Eucalyptus foecunda est souvent appliqué à cette espèce, mais E. foecunda (en) n'est présent que dans les zones côtières du sud-ouest de l'Australie-Occidentale et a une écorce plus rugueuse.

## Répartition et habitat
Eucalyptus leptophylla est trouvé dans le sud du Wheatbelt et de Goldfields-Espérance en Australie-Occidentale, dans le sud-est de l'Australie-Méridionale, dans l'État de Victoria et en Nouvelle-Galles du Sud de Wilcannia à West Wyalong,.
Il pousse dans les basses terres boisées, les garrigues à mallee, sur du sable blanc, jaune ou rouge ou sur un limon rouge-brun sur du gravier ou du granite. On le trouve également sur les pentes, parfois autour des lacs salés, sur les plaines sableuses et près des affleurements de granite. 

## Culture
E. leptophylla est commercialisé sous forme de graines ou de plants. Il pousse à un rythme modéré, de préférence en  plein soleil et dans des sols sableux et alcalins. Il convient comme arbre ornemental et constitue également un bon écran ou un coupe-vent. Il attire les oiseaux pollinisateurs et résiste à la sécheresse.